# Iris Kyle
Iris Kyle (ur. 22 sierpnia 1974 w Benton Harbor w stanie Michigan, USA) – amerykańska kulturystka. Najbardziej utytułowana zawodniczka w historii tej dyscypliny – w latach 2006-14 dziewięciokrotna zdobywczyni tytułu zawodowej mistrzyni świata Ms. Olympia.
Warunki fizyczne:
- wzrost: 170 cm
- waga w sezonie: 70,3–73,0 kg
- waga poza sezonem: 75,3–77,1 kg

## Źródła
- Profil Iris Kyle na stronie magazynu Muscle & Fitness